# Guarda de Bangladesh
A Guarda de Bangladesh (também conhecido como o Ansar Bahini ou Bangladesh Ansar, bengali: বাংলাদেশ আনসার) é uma força militar voltada para a preservação da segurança interna e da aplicação da lei em Bangladesh. Ele é administrado pelo Ministério do Interior do Governo nacional. Seu nome se origina do árabe "Ansar", o que denota uma "pessoa que ajuda" e, especificamente, refere-se aos companheiros de Maomé, o profeta do Islã, durante o seu exílio de Meca.

## História
Os Ansar foram formados a partir dos remanescentes da Guarda Interna Indiana ("Indian Home Guard") que eram de de Bengala Oriental, que se tornou uma parte do Paquistão após a divisão da Índia em 1947. A força foi formada como a Guarda do Paquistão Oriental ("East Pakinstan Ansars") pela Ansars East Pakistan Act de 1948, e lançado oficialmente em 12 de fevereiro de 1948, tendo como primeiro diretor James Buchanan, um oficial britânico designado pelo governo do então ministro-chefe de Bengala Oriental Khawaja Nazimuddin. A força foi colocada sob a administração do Ministério do Interior da província de Bengala Oriental (mais tarde conhecido como Paquistão Oriental). Durante a Guerra Indo-Paquistanesa de 1965, os Ansar foram mobilizados para as áreas de fronteira, juntamente com o "East Pakinstan Rifles" para apoiar o exército paquistanês.

### Pós-independência
Durante a Guerra de Independência de Bangladesh de 1971, a maior parte da Ansar entrou para a Liga Awami, guerrilheiros liderados Mukti Bahini  para lutar contra o exército paquistanês. Após a independência de Bangladesh, a força foi reconstituída como a "Bangladesh Ansar". À Ansar foi dada nova importância pelo governo do presidente Ziaur Rahman, que designou a Ansar como a "força de defesa das pessoas" e formou batalhões de Ansar. A Gazeta listando o nome de combatentes da liberdade, que lutaram contra o exército paquistanês durante a libertação guerra de 1971, foi publicado pelo governo da República Popular de Bangladesh em 2003. O primeiro-ministro do Governo da República Popular de Bangladesh premiou a organização dos familiares dos Mártires de Ansar & VDP em 22 de Outubro de 1997.

### Criação de batalhões Ansar
Em 1976, 20 Batalhões de Ansar foram criados como batalhões de polícia armada para aumentar o poder das forças de segurança. Atualmente, existem 36 batalhões masculinos e dois femininos implantados em todo o país. Batalhões de Ansars são implantados principalmente nas colinas de Chittagong (CHTS) para Operações de Contra Insurgência (OCI) e na região sul-ocidental do país para Operações de Contraterrorismo. No processo regular de evolução, membros dos batalhões Ansar estão gradualmente sendo atualizado para a força regular desta organização. O seu serviço é colocado sob escala nacional de pagamento, eles estão recebendo ração familiar e têm uniforme de combate desde 15 de outubro de 2008.

## Missão e organização
Há três missões declaradas dos Ansar:
1) Ajudar a polícia na manutenção da lei e da ordem em tempo de paz;
2) Assistir Forças Armadas de Bangladesh na Defesa Nacional, em tempo de guerra; e
3) Participar assuntos de construção nacional.
Os Ansar são dirigidos por um diretor-geral, cargo atualmente ocupado por major general Md Nizam Uddin. O diretor-geral também dirige o Partido Defesa aldeia (VDPs). A sede da Ansar está localizado em Dhaka e da Academia Ansar está localizado na Shafipur Gazipur , norte da capital nacional, Dhaka . O Ansar operam frequentemente ao lado do Exército de Bangladesh ea Polícia Bangladesh . Existem 3 tipos de Ansars: Ansars regulares, consubstanciado Ansars (Armadas e anexado às unidades industriais, instalações ponto chave etc.), e Ansars Un-incorporados (treinados, mas voluntários desarmados). A força total do Ansar regular é de 20.000, consubstanciado Ansars 120.000, Ansars Un-incorporados força está perto de 5.700.000.

## References
Este artigo incorpora material em domínio público do  sítio eletrônico ou documento  de Estudos sobre Países da Biblioteca do Congresso dos Estados Unidos.
1. 1 2 3 4 5  Taru Bahl, M.H. Syed (2003). Encyclopaedia of the Muslim World. [S.l.]: Anmol Publications Pvt. Ltd. pp. 184–85. ISBN 978-81-261-1419-1
2. 1 2 3 4 5 6 7  «About Bangladesh Ansar & VDP». Bangladesh Ansar & VDP – Government of Bangladesh. Consultado em 27 de setembro de 2010. Arquivado do original em 18 de setembro de 2010
3. 1 2  «Bangladesh Ansar & VDP». Bangladesh Ansar & VDP – Government of Bangladesh. Consultado em 27 de setembro de 2010. Cópia arquivada em 19 de setembro de 2010